# Styx River (Gilbert River)
Der Styx River ist ein Fluss im Norden des australischen Bundesstaates Queensland.

## Geographie
Der Fluss entspringt in der Gilbert Range in den Atherton Tablelands, einem Teilgebirge der Great Dividing Range. Von dort fließt der Styx River durch fast unbesiedeltes Gebiet nach Südwesten und mündet etwa zehn Kilometer südwestlich von Bagstowe in den Gilbert River.